# Distrito de Béthune
El distrito de Béthune es un distrito (en francés arrondissement) de Francia, que se localiza en el departamento de Paso de Calais (en francés Pas-de-Calais), de la región Norte-Paso de Calais. Cuenta con 14 cantones y 99 comunas.

## División territorial

### Cantones
Los cantones del distrito de Béthune son:
1. Cantón de Auchel
2. Cantón de Barlin
3. Cantón de Béthune-Est
4. Cantón de Béthune-Nord
5. Cantón de Béthune-Sud
6. Cantón de Bruay-la-Buissière
7. Cantón de Cambrin
8. Cantón de Divion
9. Cantón de Douvrin
10. Cantón de Houdain
11. Cantón de Laventie
12. Cantón de Lillers
13. Cantón de Noeux-les-Mines
14. Cantón de Norrent-Fontes

### Comunas
| 1. Allouagne (62023)               | 2. Ames (62028)                    | 3. Amettes (62029)                 | 4. Annequin (62034)               |
| 5. Annezin (62035)                 | 6. Auchel (62048)                  | 7. Auchy-au-Bois (62049)           | 8. Auchy-les-Mines (62051)        |
| 9. Barlin (62083)                  | 10. Beugin (62120)                 | 11. Beuvry (62126)                 | 12. Billy-Berclau (62132)         |
| 13. Blessy (62141)                 | 14. Bourecq (62162)                | 15. Bruay-la-Buissière (62178)     | 16. Burbure (62188)               |
| 17. Busnes (62190)                 | 18. Béthune (62119)                | 19. Calonne-Ricouart (62194)       | 20. Calonne-sur-la-Lys (62195)    |
| 21. Camblain-Châtelain (62197)     | 22. Cambrin (62200)                | 23. Cauchy-à-la-Tour (62217)       | 24. Caucourt (62218)              |
| 25. Chocques (62224)               | 26. La Couture (62252)             | 27. Cuinchy (62262)                | 28. Divion (62270)                |
| 29. Douvrin (62276)                | 30. Drouvin-le-Marais (62278)      | 31. Ecquedecques (62286)           | 32. Essars (62310)                |
| 33. Estrée-Blanche (62313)         | 34. Estrée-Cauchy (62314)          | 35. Ferfay (62328)                 | 36. Festubert (62330)             |
| 37. Fleurbaix (62338)              | 38. Fouquereuil (62349)            | 39. Fouquières-lès-Béthune (62350) | 40. Fresnicourt-le-Dolmen (62356) |
| 41. Gauchin-Légal (62366)          | 42. Givenchy-lès-la-Bassée (62373) | 43. Gonnehem (62376)               | 44. Gosnay (62377)                |
| 45. Guarbecque (62391)             | 46. Haillicourt (62400)            | 47. Haisnes (62401)                | 48. Ham-en-Artois (62407)         |
| 49. Hermin (62441)                 | 50. Hesdigneul-lès-Béthune (62445) | 51. Hinges (62454)                 | 52. Houchin (62456)               |
| 53. Houdain (62457)                | 54. Isbergues (62473)              | 55. Labeuvrière (62479)            | 56. Labourse (62480)              |
| 57. Lambres (62486)                | 58. Lapugnoy (62489)               | 59. Laventie (62491)               | 60. Lespesses (62500)             |
| 61. Lestrem (62502)                | 62. Liettres (62509)               | 63. Ligny-lès-Aire (62512)         | 64. Lillers (62516)               |
| 65. Linghem (62517)                | 66. Lières (62508)                 | 67. Locon (62520)                  | 68. Lorgies (62529)               |
| 69. Lozinghem (62532)              | 70. Maisnil-lès-Ruitz (62540)      | 71. Marles-les-Mines (62555)       | 72. Mazinghem (62564)             |
| 73. Mont-Bernanchon (62584)        | 74. Neuve-Chapelle (62606)         | 75. Noeux-les-Mines (62617)        | 76. Norrent-Fontes (62620)        |
| 77. Noyelles-lès-Vermelles (62626) | 78. Oblinghem (62632)              | 79. Ourton (62642)                 | 80. Quernes (62676)               |
| 81. Rebreuve-Ranchicourt (62693)   | 82. Rely (62701)                   | 83. Richebourg (62706)             | 84. Robecq (62713)                |
| 85. Rombly (62720)                 | 86. Ruitz (62727)                  | 87. Sailly-Labourse (62735)        | 88. Sailly-sur-la-Lys (62736)     |
| 89. Saint-Floris (62747)           | 90. Saint-Hilaire-Cottes (62750)   | 91. Saint-Venant (62770)           | 92. Vaudricourt (62836)           |
| 93. Vendin-lès-Béthune (62841)     | 94. Vermelles (62846)              | 95. Verquin (62848)                | 96. Vieille-Chapelle (62851)      |
| 97. Violaines (62863)              | 98. Westrehem (62885)              | 99. Witternesse (62900)            |                                   |